# Lispocephala aquila
Lispocephala aquila är en tvåvingeart som beskrevs av Hardy 1981. Lispocephala aquila ingår i släktet Lispocephala och familjen husflugor. Inga underarter finns listade i Catalogue of Life.